# Turdus nudigenis
La paraulata ojos de candil (Turdus nudigenis) es un ave residente y que se reproduce en las Antillas Menores y en América del Sur, desde Colombia y Venezuela hacia el sur, y el norte de Brasil.
El Tordo de Ecuador, que es muy similar, aunque alopátrico, anteriormente era considerado una subespecie de la paraulata ojos de candil y se lo denominaba Turdus nudigenis maculirostris; actualmente se lo cataloga como una especie separada y se lo denomina Turdus maculirostris; posee un anillo ocular algo más estrecho y solo habita en el bosque y matorrales del oeste de Ecuador y noroeste del Perú.

## Descripción

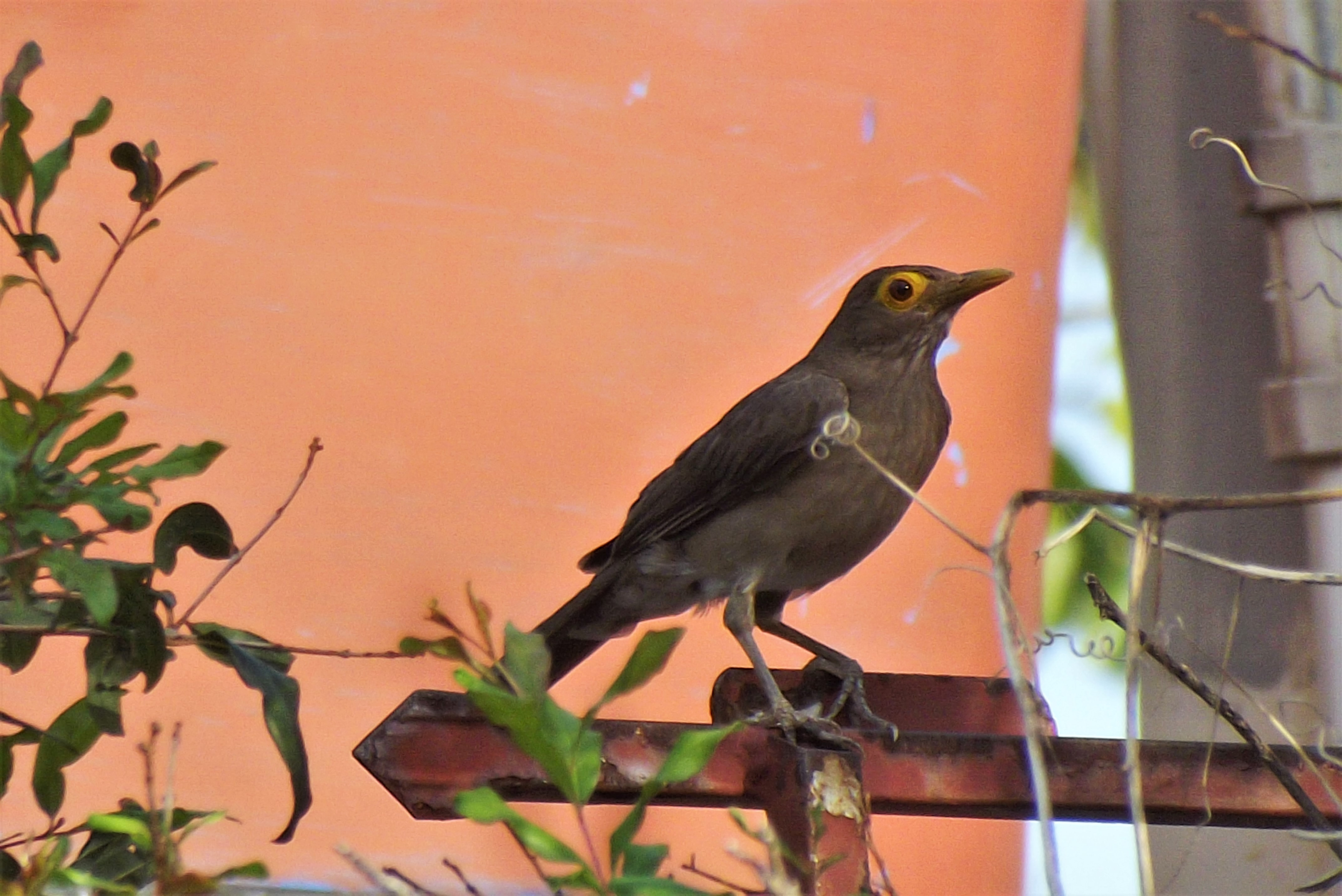
Turdus nudigenis

La paraulata ojos de candil mide 23 a 24 cm de largo y pesa unos 60 g. Su dorso es de un color verde oliva con tono marrón, siendo este color más pálido en el pecho; el cogote es marrón con rayas blancas, y el vientre es blanquecino. Posee un prominente anillo de color amarillo alrededor de los ojos, lo que le da su nombre científico y su nombre vulgar.
Hay dos subespecies con definiciones un tanto pobres, las cuales se diferencian principalmente en el tono del plumaje. Los animales de distinto sexo son similares, pero las aves jóvenes poseen manchas en el dorso y el pecho, y el anillo del ojo es algo más delgado.
Su canto es un gorjeo musical, más lento y de tono más grave que el del zorzal cacao, aunque también produce un llamado similar al de un gato (queeoow), y si está alerta emite un kereel.

## Ecología
El hábitat de este gran túrdido son los claros del bosque, pastizales y cultivos. La paralauta ojos de candil se alimenta, principalmente a nivel del suelo o en su proximidad, de frutos, bayas y algunos insectos y lombrices de tierra. Es una especie tímida, aunque en Trinidad y Tobago es más osada, y se aproxima a los comederos y toma comida de las mesas.
Su nido es una pequeña cesta abultada formada con ramas en la zona baja de un árbol. Los tres o cuatro huevos que pone son de color azul oscuro con manchas pequeñas rojizas y solo son incubados por la hembra.